# Salvio Simeoli
Salvio Simeoli (Napoli, 13 maggio 1980) è un attore italiano.

## Biografia
Studia recitazione frequentando un corso presso la scuola di Jenny Tamburi e un seminario all'Actor's Center di Roma, diretto da Michael Margotta.
Nel 2006 debutta sul piccolo schermo, partecipando alle fiction televisive La squadra 7, di registi vari, e Capri, di Francesca Marra ed Enrico Oldoini.
Nel 2007 entra nel cast della nona stagione del serial televisivo della Rai Incantesimo 9, lavorando con Massimo Bulla, Alessio Di Clemente e Giorgia Bongianni, con il ruolo di Lorenzo Gomez, ruolo poi proseguito anche nella decima stagione in onda nel 2008, stagione che concluse il serial. Nello stesso anno è Gigi, un pusher camorrista nel film Maradona - La mano de Dios, regia di Marco Risi, con Marco Leonardi nel ruolo di "Maradona".
Nel 2008 e nel 2009 è protagonista, con il ruolo di Dado, di Un posto al sole d'estate.

## Carriera

### Cinema
- Maradona - La mano de Dios, regia di Marco Risi (2007)
- Altromondo, sceneggiatura e regia di Fabio Massimo Lozzi (2008)
- Sul mare, regia di Alessandro D'Alatri (2010)
- Fallo per papà, regia di Leopoldo Pescatore, Ciro Ceruti e Ciro Villano (2012)
- Come il vento, regia di Marco Simon Puccioni (2013)
- L'oro di Scampia, regia di Marco Pontecorvo (2013)
- Il velo di Maya, regia di Elisabetta Rocchetti (2017)
- L'immortale, regia di Marco D'Amore (2019)

### Televisione
- La squadra 7, registi vari - Serie TV (2006) -
- Capri, regia di Francesca Marra ed Enrico Oldoini - Serie TV (2006)
- Incantesimo 9-10, registi vari - Soap opera (2007-2008)
- Un posto al sole d'estate 3 e 4, registi vari - Soap opera (2008-2009)
- Uomo e gentiluomo - Reality show (2008) - Concorrente
- Moana, regia di Alfredo Peyretti - Miniserie TV (2009)
- Ballando con le stelle 6 - Reality show (2010) - Concorrente
- Il restauratore, regia di Salvatore Basile - Serie TV (2012)
- Io non mi arrendo, regia di Marco Pontecorvo - Miniserie TV (2016)
- Don Matteo 12, serie TV, 1 episodio (2020)